# Tionesta (Pensilvania)
Tionesta es un borough ubicado en el condado de Forest en el estado estadounidense de Pensilvania. En el año 2000 tenía una población de 615 habitantes y una densidad poblacional de 177 personas por km².

## Geografía
Tionesta se encuentra ubicado en las coordenadas 41°29′42″N 79°27′21″O / 41.49500, -79.45583.

## Demografía
Según la Oficina del Censo en 2000 los ingresos medios por hogar en la localidad eran de $26,806 y los ingresos medios por familia eran $40,625. Los hombres tenían unos ingresos medios de $31,250 frente a los $23,889 para las mujeres. La renta per cápita para la localidad era de $17,799. Alrededor del 14.1% de la población estaba por debajo del umbral de pobreza.